# Bettegney-Saint-Brice
Bettegney-Saint-Brice – miejscowość i gmina we Francji, w regionie Grand Est, w departamencie Wogezy.
Według danych na rok 1990 gminę zamieszkiwało 110 osób, a gęstość zaludnienia wynosiła 21 osób/km² (wśród 2335 gmin Lotaryngii Bettegney-Saint-Brice plasuje się na 935. miejscu pod względem liczby ludności, natomiast pod względem powierzchni na miejscu 988.).